# SD WORX BW Classic 2024
3-й выпуск  SD WORX BW Classic — шоссейной однодневной велогонки по дорогам в Бельгии. Гонка прошла 30 июня 2024 года в рамках Европейского тура UCI 2024. Победу одержал бельгийский велогонщик Лауренс Свек.

## Участники
| UCI ProTeam- Team Flanders-Baloise UCI Continental Teams (6)- Alpecin-Deceuninck Development Team - Bingoal WB Devo Team - Lotto Dstny Development Team - Madar Pro Cycling Team - Philippe Wagner-Bazin - Wanty-Re Uz-Technord UCI Cyclocross Team- Pauwels Sauzen-Bingoal Национальная команда- Equipe de France Militaire Любительские, клубные или региональные команды (4)- Mini Discar Cycling Team - Gaverzicht-BE Okay-Van Mossel - Urbano-Vulsteke Cycling Team - Brussels Cycling Team |
| |

## Маршрут
Дистанция гонки составила 185,5 километров в окрестностях города Тюбиз.

## Ход гонки
Из более 20 гонщиков, финишировавших в лидирующей группе первым стал Лауренс Свек.

## Результаты
| \| Генеральная классификация \| Генеральная классификация \| Генеральная классификация \| Генеральная классификация \| Генеральная классификация \| \| Гонщик \| Гонщик \| Команда \| Время \| \| \| ------------------------- \| ------------------------- \| ----------------------------------- \| ------------------------- \| ------------------------- \| \| 1-й \| Лауренс Свек \| Alpecin-Deceuninck Development Team \| 4ч 05' 16 \| \| \| 2-й \| Тибор дель Гроссо \| Alpecin-Deceuninck Development Team \| + 0 \| \| \| 3-й \| Арон Ван Пукке \| Team Flanders-Baloise \| + 0 \| \| |                   |                                     |           |
| |                   |                                     |           |
| |                   |                                     |           |
| Генеральная классификация |                   |                                     |           |
| Гонщик | Гонщик            | Команда                             | Время     |
| 1-й | Лауренс Свек      | Alpecin-Deceuninck Development Team | 4ч 05' 16 |
| 2-й | Тибор дель Гроссо | Alpecin-Deceuninck Development Team | + 0       |
| 3-й | Арон Ван Пукке    | Team Flanders-Baloise               | + 0       |